# Michael Fuchs (Maler)
Michael Fuchs (* 1952 in Paris, Frankreich) ist ein in Österreich lebender und arbeitender Maler, Grafiker, Architekt und Dichter. Er gilt als Meister der Renaissance- und der barocken Maltechniken.

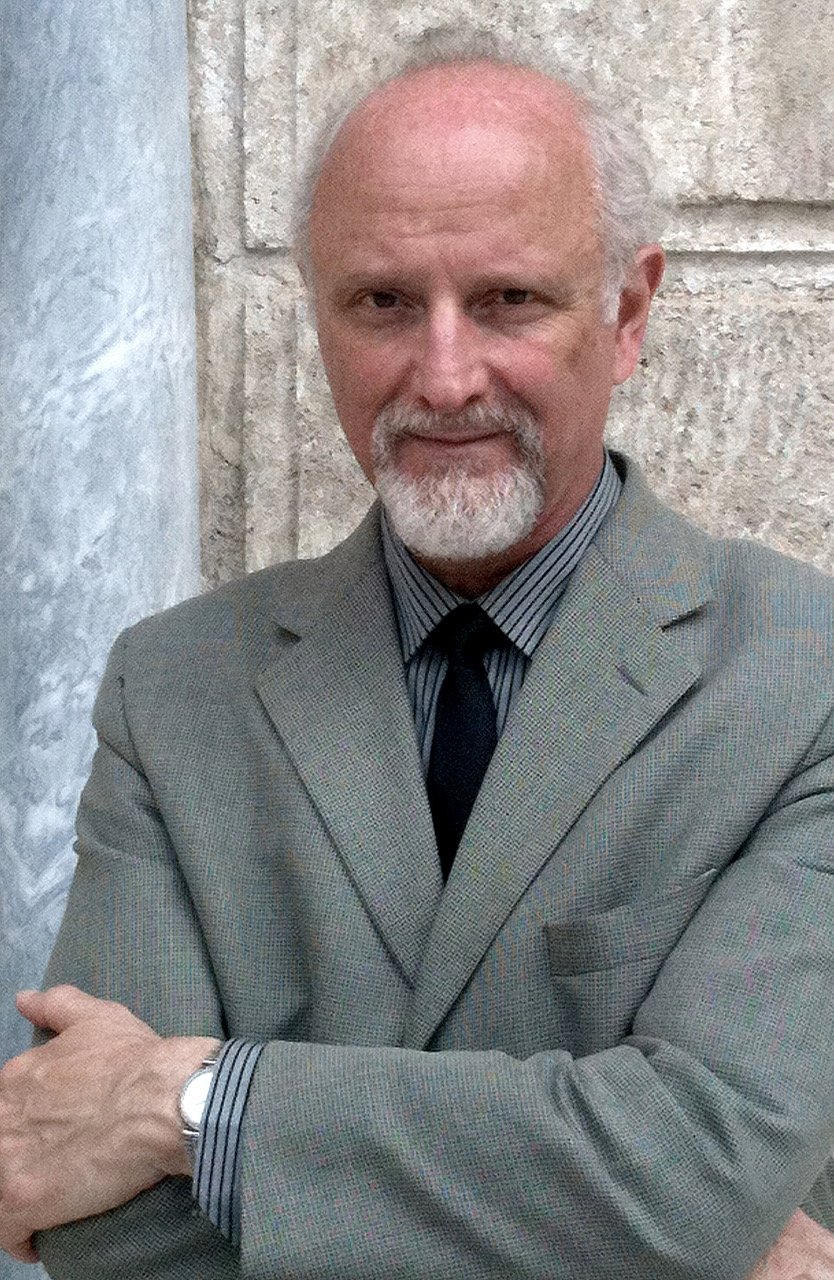
Michael Fuchs, Maler

## Leben
Michael Fuchs wurde als viertes von sechzehn Kindern von Ernst Fuchs (1930–2015) geboren, jedoch als erstes von vier Kindern von Ernst Fuchs’ damaliger US-amerikanischer Frau Geraldine Krongold (1932–1991), die diesen in der Pariser Künstlerszene der Nachkriegsjahre kennen gelernt hatte.
Michael verbrachte seine Kindheit und Jugend mit seiner Mutter abwechselnd in New York City und Los Angeles. 1964 schuf Fuchs seine ersten Bilder unter der Anleitung seiner Mutter, einer gelernten Grafikerin.
Nach Absolvierung der Highschool übersiedelte er 1970 nach Österreich, um von seinem Vater Ernst Fuchs (Mitbegründer der Wiener Schule des Phantastischen Realismus) Malerei zu lernen. 1971–1976 lernte er Malerei bei Carl Unger auf der Akademie für Angewandte Kunst in Wien und bei Anton Lehmden auf der Akademie der bildenden Künste in Wien, wo er 1976 mit dem Grad eines Magister der Künste (vormals Akademischer Maler) diplomierte.
1971 bis 1978 unternahm Fuchs zahlreiche Studienreisen in Europa und Amerika. 1980–1987 studierte er Architektur unter Gustav Peichl auf der Akademie der bildenden Künste, wo er 1987 mit dem Grad eines Magisters der Architektur diplomierte. 1980 heiratete Fuchs Cornelia geb. Hagen, die er auf der Akademie kennenlernte. Sie haben zwei Kinder, Clemens Maria und Magdalena Maria, die beide ebenso wie Cornelia Hagen-Fuchs künstlerisch tätig sind.
In seinem Atelier in Klosterneuburg fördert Fuchs junge Talente und bereitet sie auf ihre Künstlerlaufbahn vor.

## Wirken
Nachdem Fuchs im Jahr 1992 seine Zusammenarbeit mit der Österreichischen Post für deren Briefmarkengestaltung begann, folgte 1994 die Anfertigung eines Wandgemäldes für das Casino in Baden bei Wien. 1998 wurde sein Bild „Heilige Familie“ an Papst Johannes Paul II  überreicht, welcher zu dieser Zeit Österreich einen Pastoralbesuch abstattete. Auch Papst Benedikt XVI erhielt im Jahr 2007 eine Illustration. Das von Fuchs gestaltete Stundenbuch wurde anlässlich eines päpstlichen Besuchs in Heiligenkreuz  überreicht, an dem sich der Künstler und Papst Benedikt XVI begegneten. Im Jahr darauf überließ Michael Fuchs dem staatlichen Pushkin Museum in Moskau ein von ihm angefertigten Porträt des großen russischen Dichters Alexander Pushkin. Das Altarbild „Hermano Pedro“ für die Kirche des großen Priesterseminares der Erzdiözese Guatemala-Stadt wurde 2013 von Fuchs übergeben und daraufhin priesterlich geweiht. 2019 wurde das Tobias Mayer Gemälde im Tobias-Mayer-Museum in Marbach an der Neckar veröffentlicht.

## Ausstellungen
- 1993: Einzelausstellung im Theater am Zoo in Frankfurt am Main und Einzelausstellung im Palais Liechtenstein, Wien.
- 1995: Einzelausstellung Galerie Haas, Vaduz, Liechtenstein
- 1999: Rom, Pontificia Universitá Gregoriana
- 2001: Sevilla, Espartinas Monasterio de Nuestra Sinora de Loreto
- 2002: Split, Palaca Milesi und Retrospektive anlässlich des 50. Geburtstags des Künstlers im Stadtmuseum Klosterneuburg.
- 2003: Palermo, Ex Monastero dell’Immaculata Conzezione al Capo
- 2004: Monte Carlo, Sale d’Exposition du Quai Antoine 1er und Einzelausstellung im Instituto Cultural de Providencia in Santiago de Chile
- 2005: Regensburg, Diözesanmuseum Obermünster
- 2011: Einzelausstellung in der WKO Schwarzenbergplatz, Wien

## Bücher
- 2012: Veröffentlichung des Gedichtbandes „You are the Mirror“
- 2017: Herausgabe des Bildbandes „Vanitas Vanitatem“. Kugelschreiberzeichnungen zum Thema Gott und die Welt